# Гайфуллин, Александр Александрович
Алекса́ндр Алекса́ндрович Гайфу́ллин (род. 22 марта 1984 года, Жуковский, Московская область) — российский математик, специалист по алгебраической и комбинаторной топологии, комбинаторной геометрии, член-корреспондент РАН (2016).
В 2012 году доказал многомерный аналог теоремы Сабитова — любой изгибаемый многогранник в размерности {\displaystyle n\geq 4} в процессе изгибания сохраняет свой объём.

## Биография
А. А. Гайфуллин родился в 1984 году в гор. Жуковском. Его отец А. М. Гайфуллин (род. 1958) — российский учёный-физик, специалист в области механики жидкости и газа, член-корреспондент РАН (2008).
В 2000 году А. А. Гайфуллин завоевал золотую медаль на Международной олимпиаде школьников в гор. Тэджон, Южная Корея.
В 2005 году — окончил механико-математический факультет МГУ.
В 2008 году — окончил аспирантуру отделения математики и тогда же защитил кандидатскую диссертацию на тему «Комбинаторная реализация циклов» (научный руководитель — член-корреспондент РАН В. М. Бухштабер).
В 2010 году — защитил докторскую диссертацию «Проблема комбинаторного вычисления рациональных классов Понтрягина».
В январе 2016 года — присвоено почётное учёное звание профессора РАН.
В 2016 году — избран членом-корреспондентом РАН по Отделению математических наук.
С 2018 года главный редактор журнала «Квант».

## Научная деятельность
Специалист в области алгебраической и комбинаторной топологии, комбинаторной геометрии.
С 1 июля 2007 года работает на кафедре высшей геометрии и топологии (с 2009 года — доцент, с 2011 года — ведущий научный сотрудник, затем профессор) механико-математического факультета МГУ.
Ведёт семинары по аналитической геометрии, линейной алгебре, классической дифференциальной геометрии, дифференциальной геометрии и топологии. Читает различные спецкурсы по комбинаторной и алгебраической топологии, является соруководителем научного семинара по геометрии и топологии.
Области научных интересов: алгебраическая и комбинаторная топология (характеристические классы, проблема реализации циклов, триангуляции и кубические разбиения многообразий, бизвёздные преобразования, действия групп), комбинаторная геометрия (выпуклые многогранники, изгибаемые многогранники).
Автор более 25 научных публикаций.
В 2012 году доказал многомерный аналог теоремы Сабитова — любой изгибаемый многогранник в размерности {\displaystyle n\geq 4} в процессе изгибания сохраняет свой объём.
В 2016 году — приглашённый докладчик на Европейском математическом конгрессе в Берлине.

## Награды
- Премия Президента Российской Федерации в области науки и инноваций для молодых учёных (2016) — за решение фундаментальных задач теории изгибаемых многогранников, создающее основы для развития робототехники, а также имеющее большое теоретическое значение
- Премия Правительства Москвы молодым учёным (2015) — за крупные научные достижения в области алгебраической топологии и комбинаторной геометрии[5]
- лауреат I премии конкурса имени А. Мёбиуса среди студенческих и аспирантских работ (2005) — за работу «Локальные формулы для комбинаторных классов Понтрягина»
- победитель конкурса фонда Дмитрия Зимина «Династия» для молодых учёных, имеющих степень кандидата наук (2009)
- стипендия МГУ для молодых преподавателей и научных сотрудников по итогам конкурса научных работ (2011)